# 러브 라이브! 더 스쿨 아이돌 무비
《러브 라이브! 더 스쿨 아이돌 무비》(ラブライブ! The School Idol Movie)는 일본의 음악, 애니메이션 영화이다. 쿄고쿠 타카히코가 감독을 맡았으며, 원작은 야타테 하지메(선라이즈 애니메이션 작품 기획부의 공유 필명)가 맡았다. 일본에서는 2015년 6월 13일, 대한민국에서는 같은 해 9월 3일에 개봉했다.

## 줄거리
학교에서 아이돌!! 아홉 명의 소녀들이 만드는 청춘 학원 드라마.
졸업식 직후, 뮤즈에게 어떤 소식이 날아들었다. 3학년의 졸업을 계기로 활동을 끝내기로 결정한 뮤즈였지만, 그 소식을 듣고 새로운 라이브 공연을 준비한다. 처음 보는 세상을 접하고 다시 조금씩 성장해 나가는 아홉 사람. 이들은 스쿨 아이돌로서 마지막으로 무엇을 할 수 있을까? 얼마 남지 않은 시간 속에서 뮤즈가 발견한, 최고로 즐거운 라이브란 무엇일까?

## 출연진
- 닛타 에미 - 코사카 호노카(목소리) 역
- 우치다 아야 - 미나미 코토리(목소리) 역
- 미모리 스즈코 - 소노다 우미(목소리) 역
- 난죠 요시노 - 아야세 에리(목소리) 역
- 쿠스타 아이나 - 토죠 노조미(목소리) 역
- Pile - 니시키노 마키(목소리) 역
- 이이다 리호 - 호시조라 린(목소리) 역
- 쿠보 유리카 - 코이즈미 하나요(목소리) 역
- 토쿠이 소라 - 야자와 니코(목소리) 역

## 기타
대한민국에서는 133,362명의 관객수를 기록했으며, 2016년에는 39회 일본 아카데미상 애니메이션 부문 후보로 올랐다.